# Cartulario de Santillana del Mar
El cartulario de Santillana del Mar es una colección de documentos de la colegiata de Santillana del Mar, en Cantabria, que data del siglo XIII.

## Descripción
La colección de documentos contiene copias, completas o fragmentos, de 94 escrituras de los años 870 a 1202, distribuidas en 64 hojas en pergamino numeradas como sigue: en el ángulo superior izquierdo de los vueltos coetánea a la redacción del códice en números romanos y otra posterior en cifras en el ángulo superior derecho de los rectos. No se conoce la fecha de fundación del monasterio, pero se relaciona con la corriente repobladora impulsada por los sucesores de Alfonso I. A partir del año 980 el monasterio estaba consolidado y fue estableciendo su dominio territorial y jurisdiccional especialmente en la zona conocida como Asturias de Santillana. A partir de 1175 se configuró una organización con abad y cabildo. A finales del siglo XIII se inició la decadencia, que coincidió con la recopilación de los documentos que configuran el cartulario.
Los documentos que poseía la abadía hasta el siglo XVIII fueron copiados por Francisco Javier de Santiago Palomares entre 1773 y 1785 y se encuentran en tres volúmenes que conservan en dependencias de la colegiata. La transcripción de los pertenecientes a lo que se llamó cartulario o libro de regla, que abarcan del siglo IX al siglo XIII, fue publicada en Madrid en 1912 por Eduardo Jusué, bajo el título de Libro de Regla o Cartulario de la antigua abadía de Santillana del Mar.
En el Archivo General concentrado de la diócesis de Santander (Archivo Diocesano), instalado en el monasterio Regina Coeli de monjas clarisas en Santillana del Mar, se conservan 169 pergaminos de los siglos IX al XIV, de los cuales algunos fueron publicados por Mateo Escagedo Salmón. y otros ocho por Manuel Vaquerizo Gil, restando algunos inéditos. Todos los documentos, tanto los originales como las copias, hasta 350, fueron publicados, aunque no todos transcritos, por Carmen Díez Herrera.
El cartulario fue declarado bien de interés cultural, en la categoría de mueble, el 18 de julio de 2003, mediante un decreto publicado el 12 de septiembre de ese mismo año en el Boletín Oficial del Estado, con la rúbrica del entonces presidente de la comunidad autónoma, Miguel Ángel Revilla, y el a la sazón consejero de Cultura, Turismo y Deporte, Francisco Javier López Marcano.